# Siegfried-Hermann Hirsch
Siegfried-Hermann „Sigi“ Hirsch (* 10. Mai 1945 in Bad Salzuflen; † 3. Juni 2019 in Bamberg) war ein deutscher Verleger und Autor.

## Leben
Von 1964 bis 1966 absolvierte Hirsch in Bremen eine kaufmännische Lehre beim Verlag und Druckerei Carl Schünemann. Noch während seiner Lehre gründete er die literarische Zeitschrift „total“ und mit Detlef Rohde den HIRO-Verlag. 1964 weigerte sich die Post, die Zeitschrift als Drucksache zu versenden. Grund war die Beilage eines englischen Verlages, auf deren Rückseite verschiedene Popos abgebildet waren. In der Bundespresse wurde Hirsch anlässlich der Berichterstattung als „Deutschlands jüngster Verleger“ bezeichnet.
1967 zog Hirsch nach West-Berlin in die Nähe des total-Redaktionsleiters Klaus M. Rarisch (Mitgründer der literarischen Lesebühne „Das Massengrab“). Im selben Jahr gründete er in der Galerie Jule Hammer den „total-hirsch-verlag“ (Hauptautor: Arno Reinfrank) und schloss mit dem Verlag PIT (Dieter Lenz) eine Kooperation. Mit Nr. 17 musste die Zeitschrift „total“ aus finanziellen Gründen eingestellt werden.
„total“-Autoren waren Dietrich Kittner, Wolfgang Neuss, Ingo Cesaro, Klaus M. Rarisch (total-Redaktionsleiter), Raoul Hausmann (Dadaist), Ernst A. Rauter, Peter-Paul Zahl, Erich Fried, Richard Huelsenbeck (Dadaist), Dieter Hülsmanns, Allen Ginsberg, Aldona Gustas, Peter O. Chotjewitz und Walter Mehring (Dadaist).
Grafik und Kunstbeilagen stammten von Keith Simon (London), Thorsten Schnepel, Bernhard Verlage, Paul Wunderlich, Klaus Warwas, Uwe Haessler, Pit Morell (beide Worpswede), Uwe Witt und Marwan.
1970 gründete Hirsch mit dem Verlagsleiter beim Kohlhammer Verlag, Volker Liepelt, und dem Artdirektor der Werbeagentur Dorland, Robert Wirth, die Werbeagentur LHW, Liepelt, Hirsch und Wirth.
1975 zog Hirsch nach Coburg und wurde 1981 Verlagsleiter beim Coburger Tageblatt. Ende 1981 übernahm er mit einem Redakteur die „Albrecht’sche Hofbuchhandlung“. In Coburg wurden von seiner zweiten Frau Pia die Söhne Philipp und Benjamin geboren.
1993 wurde die Buchhandlung geschlossen, das Antiquariat führte Hirsch fort. 1999 fand er das Album, das Queen Victoria ihrer Erzieherin Baronin Lehzen zum Abschied schenkte. Von Coburg verlegte er das Antiquariat nach Bamberg und konzentrierte sich auf die Geschichte von Sachsen-Coburg und Gotha und europäische Fürstenhäuser.
Bei Nora Gomringer, Direktorin der Villa Concordia in Bamberg, trat er als Poetry Slammer auf. Mit seinem Freund Frank Gundermann kam er beim bundesdeutschen Slam-Wettbewerb in München ins Finale, er war in Berlin dabei und bei der ersten Staffel „Poetry Slam“ im Fernsehen. Mit Frank Gundermann moderierte er die Lesebühne „Wort:Laut!“. Kabarettistisch trat Hirsch mit dem Stück „Bitte nicht küssen – Anleitung zur erotischen Unzufriedenheit“ auf. Er schrieb Nonsens-Krimis.

## Werke
- The Private Album of Queen Victoria’s German Governess Baroness Lehzen. Hirsch Verlag, Bamberg 2001, ISBN 3-923700-10-5.
- Kommissar Wickelkraut ermittelt:
  - Band 1: Der Kartoffelmord. 2. Auflage. Buchverlag Peter Hellmund, Würzburg 2011, ISBN 978-3-939103-26-4.
  - Band 2: Der Mantelmord. Buchverlag Peter Hellmund, Würzburg 2011, ISBN 978-3-939103-30-1.
  - Band 3: Der Nudelmord. artmedia verlag, Bamberg 2014, ISBN 978-3-9814237-2-3.

- Gedichte und Prosa: Hörst du mein heimliches Rufen. Wildleser Verlag, Erlangen 2013, ISBN 978-3-923611-48-5.
- Ich hab so Sehnsucht nach Gewalt. Kriminelle Gedichte und Geschichten. Buchverlag Peter Hellmund, Würzburg 2008, ISBN 978-3-939103-12-7.
- Das collagierte Ich. (Collagen, Text von Kunsthistoriker Dr. Matthias Liebel),  artmedie verlag, Bamberg 2011, ISBN 978-3-9814237-0-9.
- Rita v. Wangenheim, Baron Stockmar. Eine coburgisch – englische Geschichte. Hirsch Verlag, Coburg 1996, ISBN 3-923700-08-3.
- Meine Begegnung mit Günter Grass. (Aus: 68 – Es gab nicht nur Demos), 2018, ISBN 978-3-922299-53-0.